# Gustav Belrupt-Tissac
Gustav Karl Joseph Johann Nepomuk Adam Bonifaz hrabě Belrupt-Tissac (11. září 1818 Opava – 9. června 1895 Olomouc) byl olomoucký kanovník a v letech 1880–1895 také světící biskup olomoucké diecéze.

## Život
Po studiích na tereziánské akademii ve Vídni studoval bohosloví v Olomouci, na kněze byl vysvěcen 4. srpna 1842. Velmi se zasloužil o beatifikaci Jana Sarkandra jako předseda beatifikačního výboru a jako aktivní účastník římského procesu. V Římě byl také jmenován papežským prelátem a získal roku 1850 doktorát. Roku 1867 byl přijat za sídelního kanovníka v Olomouci, roku 1871 se stal arcijáhnem kapituly, roku 1879 jejím děkanem, roku 1880 titulárním biskupem germanicijským a světícím biskupem olomouckým. Roku 1886 byl vyznamenán titulem biskupa asistenta papežského trůnu.
Po obnovení ústavního systému vlády počátkem 60. let se zapojil i do politiky. V zemských volbách v roce 1861 byl zvolen na Moravský zemský sněm, za kurii velkostatkářskou, II. sbor. V zemských volbách v lednu 1867 zde mandát obhájil. Na sněm se ještě vrátil krátce po zemských volbách v září 1871. Poslanecký slib skládal v únoru 1867 v češtině.

## Dílo
- Das Leben und Leiden des seligen Märtyrers Johannes Sarkander ... / bearbeitet von Francesco Liverani ; aus dem Italienischen übersetzt von Gustav von Belrupt-Tissak, Olmütz : Franz Slawik : In Commission bei Eduard Hölzel, 1860
- Život a utrpení blahoslaveného mučenníka Jana Sarkandra, kněze církevního ze Skočov ve Slezsku faráře Holešovského od nekatolíků umučeného v Holomouci roku 1620 / dle vlašského rukopisu německy vzdělal Gustav hrabě Belrupt-Tissak ; z německého pak u výtahu přeložil Frant. Ed. Vaněk, V Holomouci : Nákladem Františka Slavíka, 1860.
- Život Jana Sarkandra / Gustav Belrupt-Tissak ; překlad Mořic Kráčmer, Olomouc : [s.n.], 1885